# Théophile Schuler
Jules Théophile Schuler (n. 18 iunie 1821, Strasbourg, Franța – d. 26 ianuarie 1878, Strasbourg, Imperiul German) a fost un pictor și ilustrator francez în stil romantic. Numele său a fost dat unui premiu de artă înființat în 1938.

## Viața
Fiul unui pastor, a studiat pictura în orașul său natal, tiparul adânc la Karlsruhe și, în cele din urmă, a luat lecții suplimentare în atelierele lui Michel Martin Drolling și Paul Delaroche la Paris între 1839 și 1843. După 1848, s-a stabilit la Strasbourg unde a pictat, ilustrat și a ținut cursuri de desen. Din 1859 încoace, a colaborat cu editorul Pierre-Jules Hetzel, pentru care a ilustrat lucrări de Jules Verne (Maestrul Zacharius), Hugo (Les Châtiments) și Erckmann-Chatrian, dar și un alfabet pentru copii, la care o literă „W” a fost adăugată când a apărut într-o ediție americană ca Letters Everywhere: Stories And Rhymes For Children  și clasicul pentru copii Hans Brinker sau patinele de argint.
Capodopera lui Schuler este pictura monumentală în ulei pe pânză Carul morții, creată într-un spirit de disperare mistică după Revoluția Franceză din 1848 și evenimentele similare simultane din Europa. Este expus în mod vizibil în Muzeul Unterlinden din Colmar, căruia i-a fost dat de artist în 1862.
În anii săi de maturitate la Strasbourg, Schuler a locuit într-o casă renascentistă pe quai Saint-Nicolas nr.1 . El este comemorat de un portret în relief sub fereastra arcuită. Din 1918, o stradă din Strasbourg îi poartă numele (rue Théophile Schuler).

## Premiu
Premiul Théophile Schuler este acordat în fiecare an artiștilor locali emergenti cu vârsta sub 35 de ani de către Société des Amis des Arts et des Musées de Strasbourg („Societatea prietenilor artelor și a muzeelor din Strasbourg”), fondată în 1832, al căreia Schuler i-a fost secretar general. Premiul a fost înființat în 1938 datorită moștenirii fiicei lui Schuler, Alsa; în 2016, valoarea premiului a fost de 3.000 de euro.

## Galerie

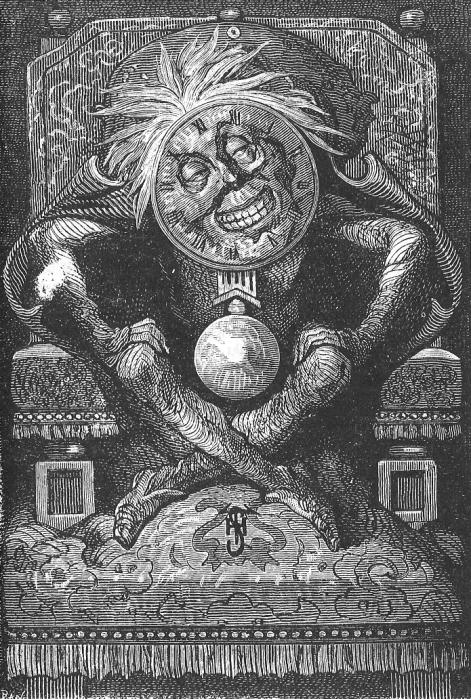
Demonul Timpului. Ilustrație din maestrul lui Jules Verne Zacharius
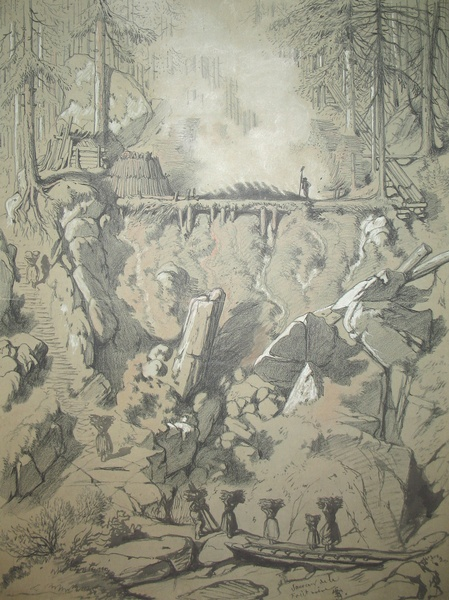
Aminitindu-și Pădurea Neagră (Cabinet des estampes et des dessins⁠(d), Strasbourg)
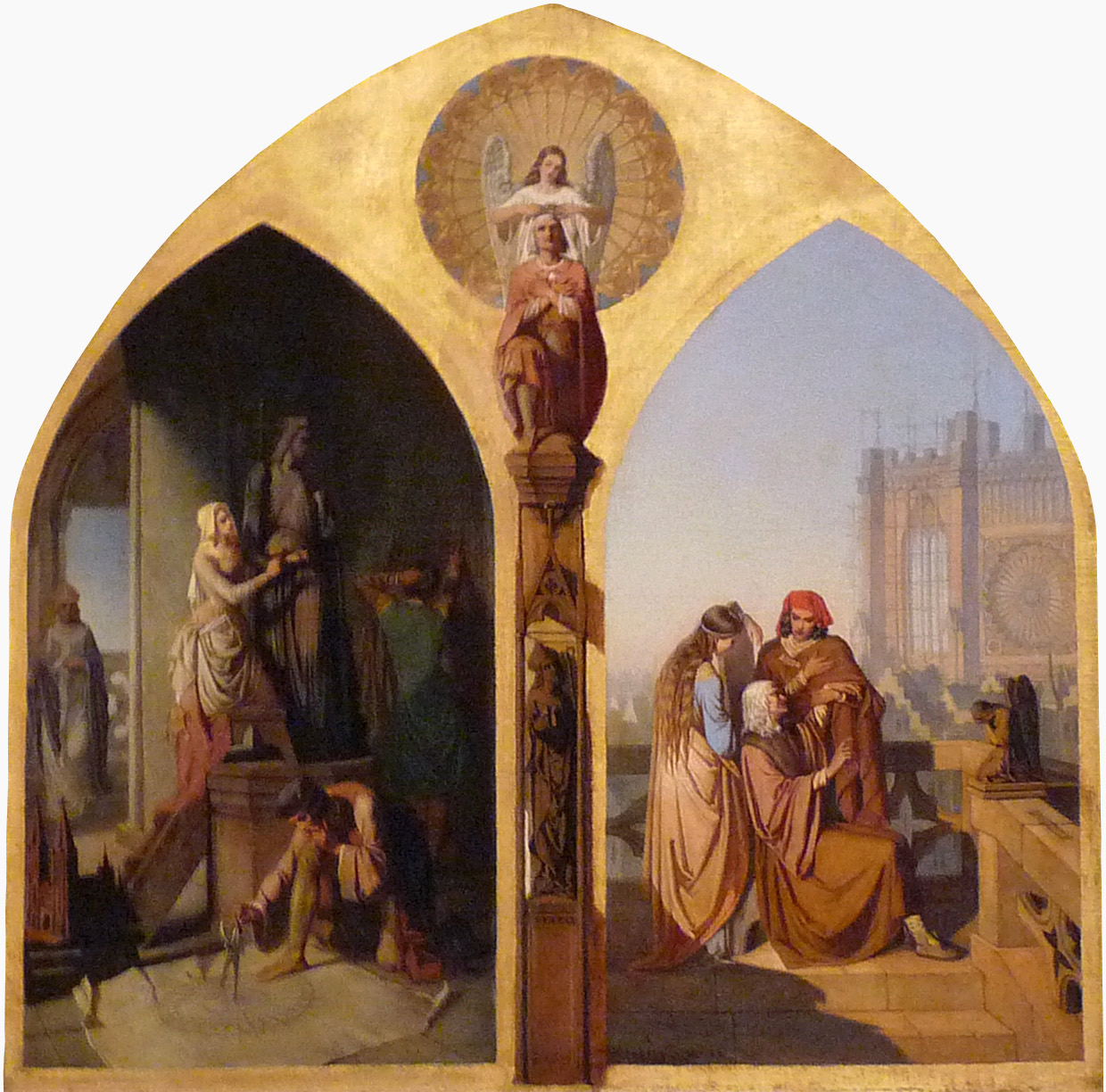
Erwin von Steinbach⁠(d) (1846, Musée des Beaux-Arts din Strasbourg⁠(d) )
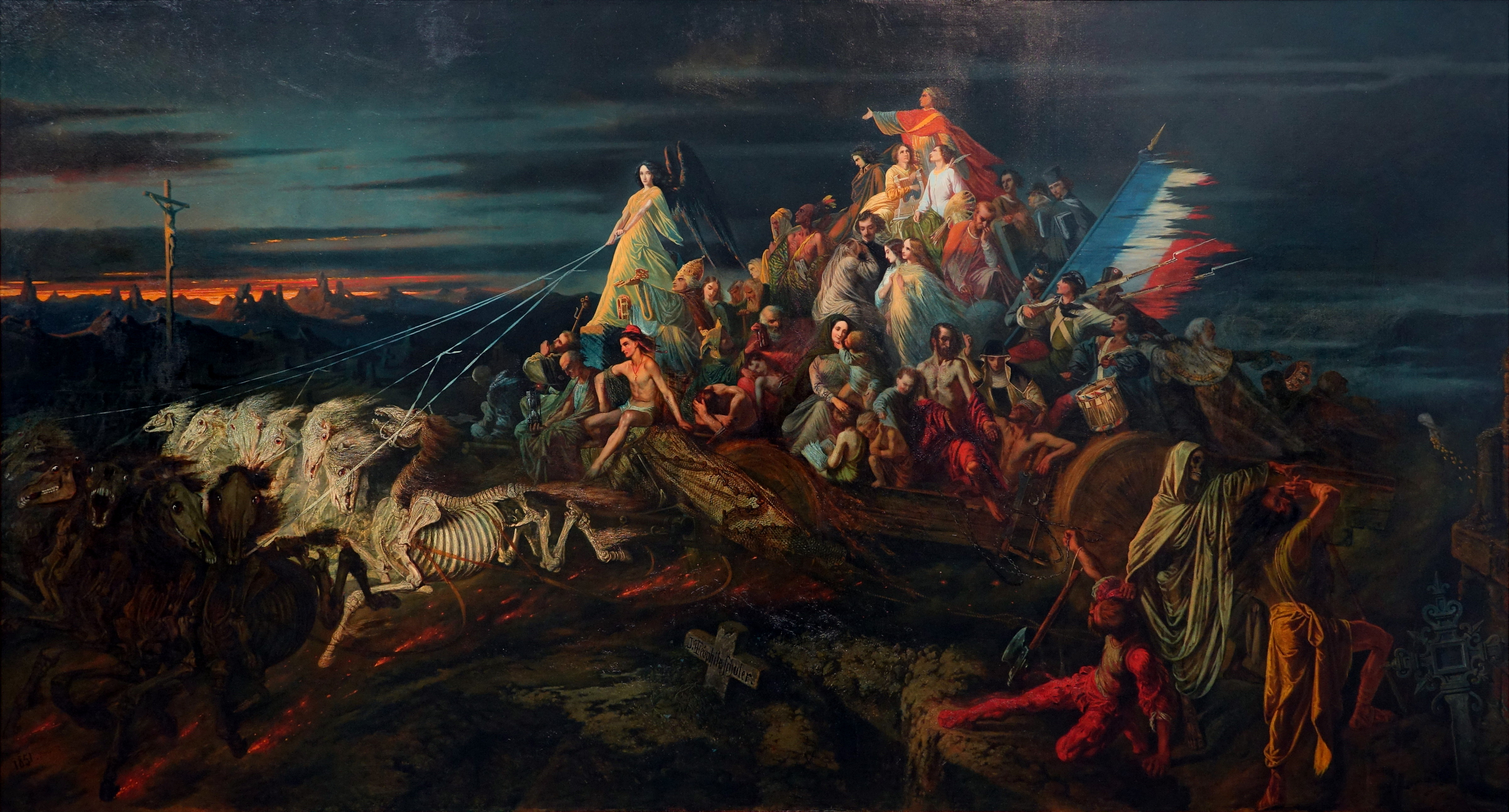
Carul morții (1848–1851, Muzeul Unterlinden, Colmar )
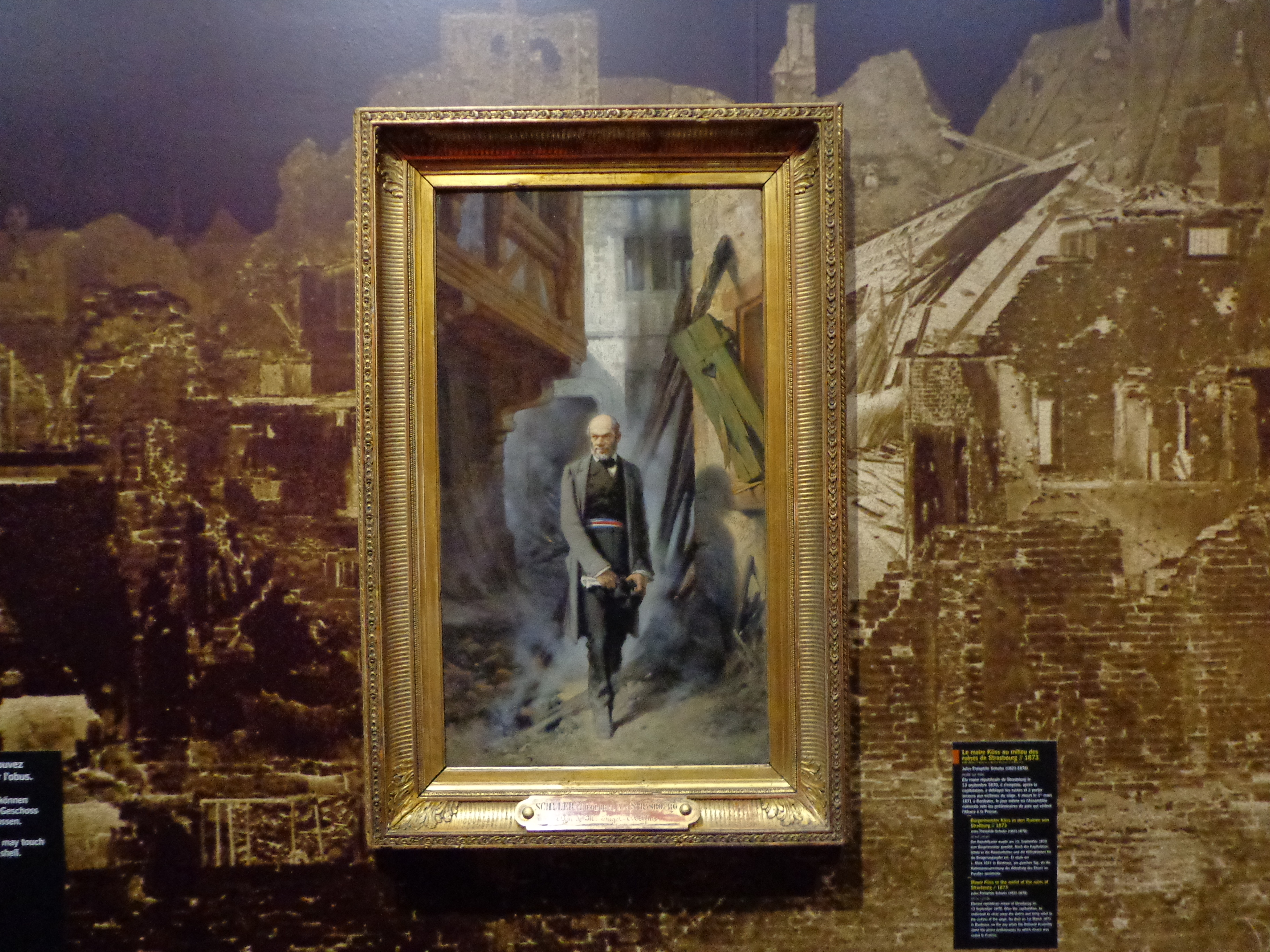
Primarul Küss⁠(d) în ruinele Strasbourgului⁠(d) (1873, Musée historique de Strasbourg⁠(d) )
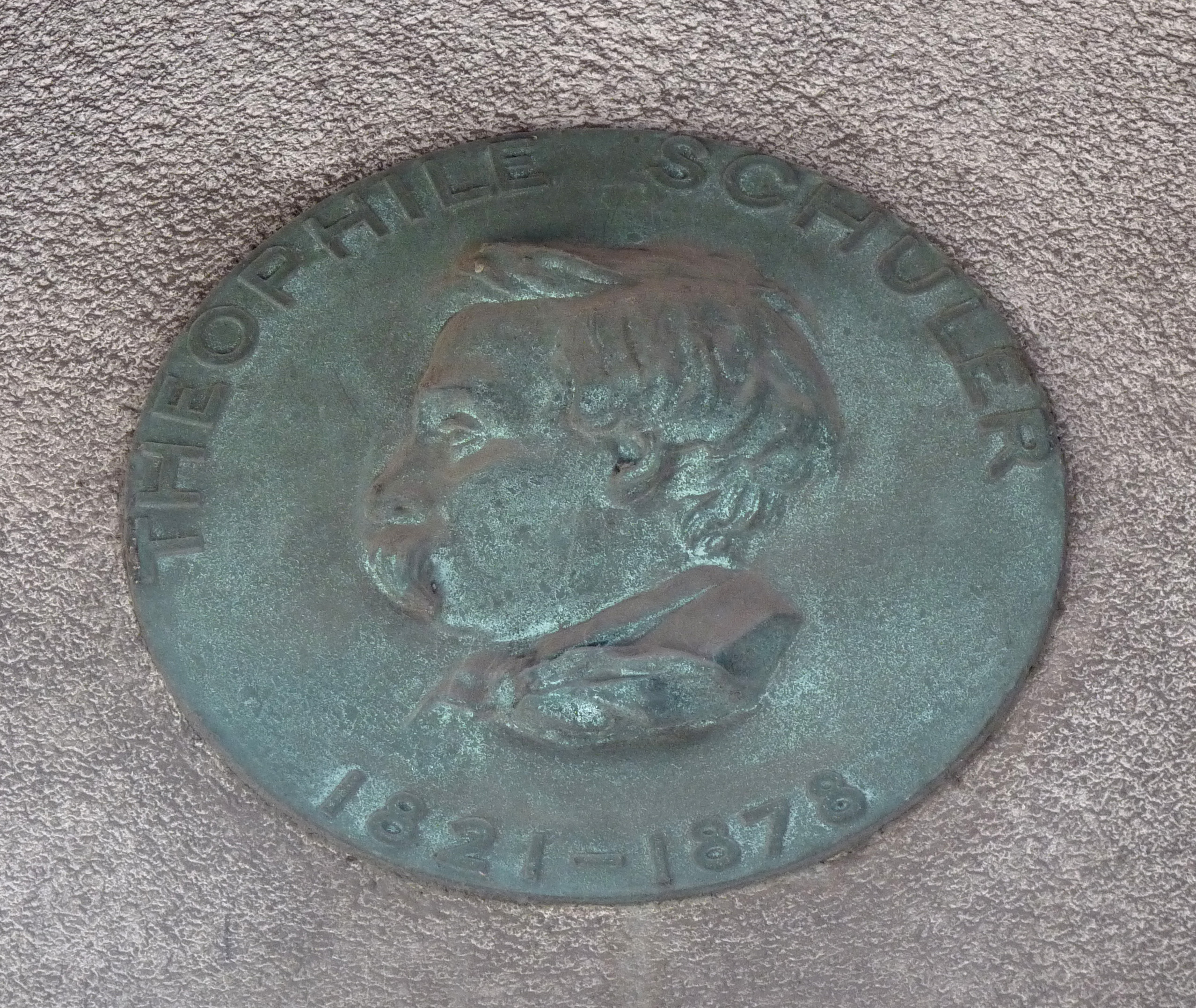
Schuler by Bartholdi